# ブルーリボン運動 (受動喫煙防止運動)
ブルーリボン運動（ブルーリボンうんどう）は、1999年にカナダで始まった受動喫煙防止運動。日本では、他のブルーリボン運動との差別化を図るため I Love Clean Air ブルーリボン運動（ILCAブルーリボン）と称する。
1999年にカナダのブリティッシュコロンビア州リッチモンドにあるHugh Boyd Secondary Schoolが、ブルーのリボンをシンボルとする受動喫煙防止活動を開始。それが周辺に波及し、カナダ保健省が「Breath Air, Not Smoke」というキャッチフレーズを掲げ、運動を進めるまでとなった。
2003年ヘルシンキで行われた「タバコか健康か世界会議」ではブースを出し、参加者にブルーリボンを象ったバッジを配布して、運動の国際的なアピールも行った。